# ゆらゆら帝国のめまい
『ゆらゆら帝国のめまい』（ゆらゆらていこくのめまい）は、日本のバンドゆらゆら帝国のメジャー5枚目（通算9枚目）のアルバムである。2003年2月26日発売。発売元はユニバーサルミュージック。

## 概要
- 前作から2年ぶりとなるアルバム。
- アルバム『ゆらゆら帝国のしびれ』と同時発売。

## 収録曲
| 全作詞: 坂本慎太郎（#5を除く）、全作曲・編曲: ゆらゆら帝国。 |                                     |                         |              |      |
| #                                                            | タイトル                            | 作詞                    | 作曲・編曲   | 時間 |
| 1.                                                           | 「バンドをやってる友達」            | 坂本慎太郎 （#5を除く） | ゆらゆら帝国 | 3:56 |
| 2.                                                           | 「ドア」                            | 坂本慎太郎 （#5を除く） | ゆらゆら帝国 | 5:08 |
| 3.                                                           | 「恋がしたい」                      | 坂本慎太郎 （#5を除く） | ゆらゆら帝国 | 6:39 |
| 4.                                                           | 「通りすぎただけの夏」              | 坂本慎太郎 （#5を除く） | ゆらゆら帝国 | 4:38 |
| 5.                                                           | 「とある国 (インストゥルメンタル)」 | 坂本慎太郎 （#5を除く） | ゆらゆら帝国 | 4:12 |
| 6.                                                           | 「からっぽの町」                    | 坂本慎太郎 （#5を除く） | ゆらゆら帝国 | 4:02 |
| 7.                                                           | 「ボタンが一つ」                    | 坂本慎太郎 （#5を除く） | ゆらゆら帝国 | 2:48 |
| 8.                                                           | 「冷たいギフト」                    | 坂本慎太郎 （#5を除く） | ゆらゆら帝国 | 6:03 |
| 9.                                                           | 「星になれた」                      | 坂本慎太郎 （#5を除く） | ゆらゆら帝国 | 7:24 |
| 合計時間:                                                    | 合計時間:                           | 44:50                   |              |      |